# إيمي إيفرون
إيمي إيفرون (بالإنجليزية: Amy Ephron)‏ (21 أكتوبر 1952، بيفرلي هيلز في الولايات المتحدة)؛ كاتِبة، صحفية وروائية أمريكية.

## روابط خارجية
- إيمي إيفرون على موقع IMDb (الإنجليزية)
- إيمي إيفرون على موقع قاعدة بيانات الفيلم (الإنجليزية)